# 祇園四條站
祇園四條站（日语：／ Gion-Shijō eki */?）是一個位於日本京都府京都市東山區，屬於京阪電氣鐵道京阪本線的鐵路車站。當地人將包括此站的周邊地區稱為四條京阪。車站編號為KH39。舊名四條站。

## 車站結構
島式月台1面2線的地底車站。
車站月台顏色採用象徵鄉鎮居民的財富和能量的薑黃色（黃色）。

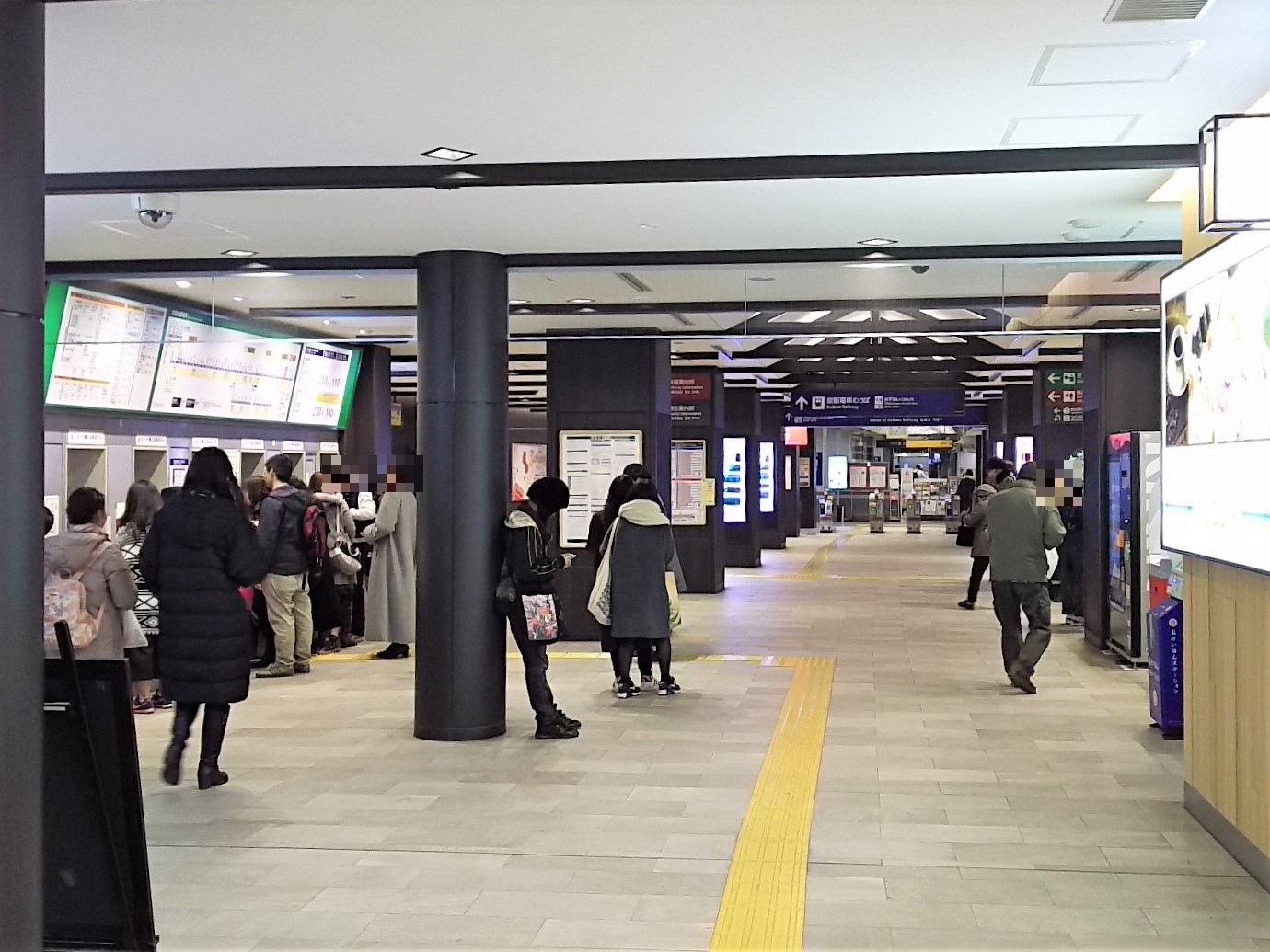
翻新後大堂（2016年12月29日攝）
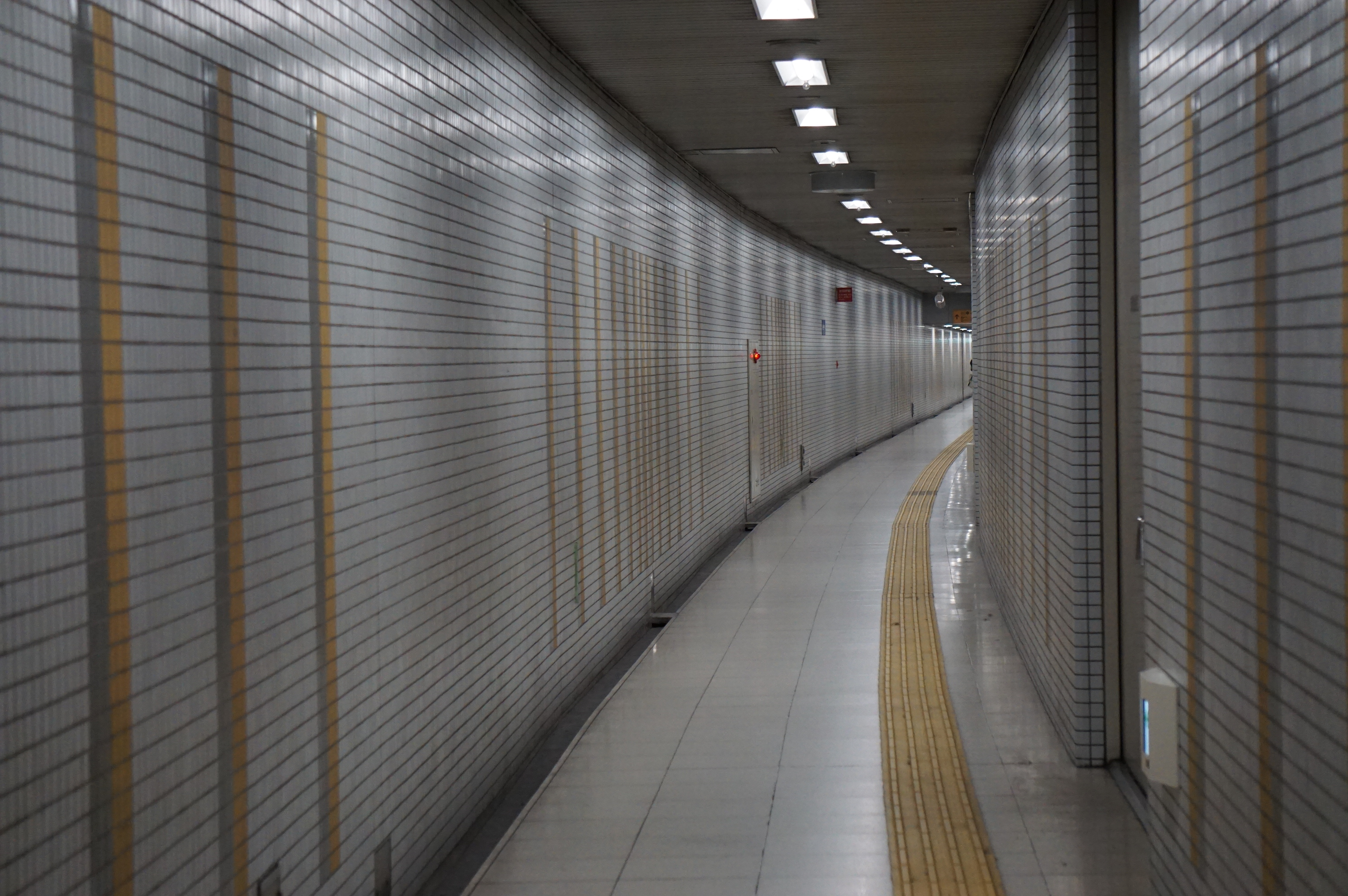
面向1號出入口的地下通道（2018年3月15日攝）

### 月台配置
| 月台 | 路線     | 方向 | 目的地                               |
| ---- | -------- | ---- | ------------------------------------ |
| 1    | 京阪本線 | 上行 | 三條、出町柳方向                     |
| 2    | 京阪本線 | 下行 | 中書島、枚方市、淀屋橋、中之島線方向 |

※兩個月台的有效長度為8節。

## 使用情況
2018年（平成30年）度1日平均上下車人次為49,742人。此站是京都府內京阪的車站當中使用人數最多的，近年1日上下、上車人次如下表。
| 年度   | 上下車人次 | 上車人次 |
| ------ | ---------- | -------- |
| 2007年 | 51,241     | 23,309   |
| 2008年 | 47,363     | 23,458   |
| 2009年 | 45,375     | 22,101   |
| 2010年 | 43,416     | 21,370   |
| 2011年 | 44,748     | 22,060   |
| 2012年 | 45,776     | 22,507   |
| 2013年 | 44,570     | 22,603   |
| 2014年 | 48,277     | 24,542   |
| 2015年 | 51,555     | 25,525   |
| 2016年 | 44,342     | 21,890   |
| 2017年 | 49,485     | 24,151   |
| 2018年 | 49,742     | 24,455   |

## 相鄰車站
京阪電氣鐵道
 京阪本線
■快速特急「洛樂」、□Liner（只限平日）、■特急、■通勤快急（只限平日下行）、■快速急行
七條（KH37）－祇園四條（KH39）－三條（KH40）
■急行、■通勤準急（只限平日下行）、■準急、■普通
清水五條（KH38）－祇園四條（KH39）－三條（KH40）

## 外部連結
- 祇園四條 - 京阪電氣鐵道